# Aquileia (Schiff)
Die Aquileia war ein ursprünglich niederländisches Kombischiff, das ab 1935 von der italienischen Marine und ab September 1943 von der deutschen Kriegsmarine als Lazarettschiff genutzt wurde.

## Bau und Technische Daten
Das Schiff wurde 1913 mit der Baunummer 123 bei der Nederlandse Scheepsbouw Maatschappij in Amsterdam auf Kiel gelegt und lief am 20. August 1913 als Prins der Nederlanden vom Stapel. Es war das bis zu diesem Zeitpunkt größte in den Niederlanden gebaute Schiff. Das Schiff wurde im Januar 1914 von der Stoomvaart Maatschappij „Nederland“ mit Heimathafen Amsterdam in Dienst gestellt. Es war 146,67 m (LzdL) bzw. 151,78 m (Lüa) lang und 17,43 m breit, hatte 10,62 m Tiefgang und war mit 9.201 BRT (später nach leichten Umbauten auf 9.322 BRT gesteigert), 5.511 NRT und einer Tragfähigkeit von 7.150 tdw vermessen. Die Maschinenanlage bestand aus sechs Kohle-befeuerten Dampfkesseln und zwei Vier-Zylinder-Verbunddampfmaschinen mit vierfacher Dampfdehnung von der Nederlandsche Fabriek van Werktuigen & Spoorwegmaterieel, Amsterdam, leistete bis zu 6600 PSi und ermöglichte über zwei Wellen und Propeller eine Geschwindigkeit von 14,5 kn. Das Schiff hatte Platz für insgesamt 352 Passagiere (140 in der Ersten, 136 in der Zweiten, 34 in der Dritten Klasse und 42 im Zwischendeck). Zusätzlich hatte das Schiff eine Frachtkapazität von fast 30.000 Kubikmeter Schüttgut bzw. 27.500 Kubikmeter Ballen.

## Geschichte

### Stoomvaart Maatschappij Nederland
Die Prins der Nederlanden fuhr bis 1930 für die Stoomvaart Maatschappij Nederland. Als die Reederei in den Jahren 1926–1930 moderne und größere Motorschiffe in Dienst stellte, wurden ihre älteren Dampfschiffe überflüssig und 1930 ausgemustert. Die Prinses Juliana (1910, 8.085 BRT) und die Koningin der Nederlanden (1911, 8.280 BRT) wurden verkauft, die Jan Pieterszoon Coen (1915, 11.140 BRT) und die Johan de Witt (1922, 10.355 BRT) wurden in Reserve gehalten, und die Prins der Nederlanden wurde aufgelegt.
Ab 1933 wurde sie noch einmal intensiv genutzt – als Trainingsschiff für die städtische Feuerwehr von Amsterdam. Hintergrund war der verheerende Brand, der im November 1932 neun Tage lang auf der Pieter Corneliszoon Hooft gewütet und sie vollkommen zerstört hatte. Dies hatte zur Folge, dass man der Brandbekämpfung auf großen Schiffen gezielte und intensive Aufmerksamkeit widmete.

### Lloyd Triestino
Am 25. Juni 1935 wurde die Prins der Nederlanden von der halbstaatlichen italienischen Reederei Lloyd Triestino gekauft und in Aquileia umbenannt. Sie war jedoch nicht zum Einsatz als ziviles Passagier- oder Kombischiff bestimmt, denn sie war im Hinblick auf den geplanten italienischen Überfall auf das Kaiserreich Abessinien gekauft worden. Das Schiff wurde mit 700 Betten ausgestattet und war nach kleinen baulichen Veränderungen mit nunmehr 9448 BRT vermessen. Nachdem am 2. Oktober 1935 mit der italienischen Kriegserklärung an Abessinien der Abessinienkrieg begonnen hatte, wurde die Aquileia als sogenannter Verwundetentransporter von der italienischen Marine zunächst gechartert, dann requiriert, und zur Beförderung von Truppen und Nachschub durch den Sueskanal nach Eritrea und Italienisch-Somaliland für das in Ostafrika kämpfende italienische Heer und bei der Rückreise zur Heimführung Verwundeter und Kranker eingesetzt. Von Dezember 1935 bis 1937 unternahm die Aquileia insgesamt 17 derartige Fahrten und transportierte dabei 4138 Soldaten und Siedler nach Ostafrika und 4473 Kranke und Verwundete zurück nach Neapel.

### Regia Marina
Das Schiff wurde dann offiziell als Lazarettschiff ausgestattet und registriert, mit dem entsprechenden Anstrich versehen (weiß mit grünem Streifen und roten Kreuzen entlang der Bordwand und rotem Kreuz am Schornstein) und gemeinsam mit der Cesarea, der Gradisca und der Helouan von der italienischen Marine im Spanischen Bürgerkrieg eingesetzt. Dabei brachte die Aquileia in der Zeit von März 1938 bis Juni 1939 auf insgesamt 11 Rundreisen zwischen Neapel und Cádiz 2063 Soldaten für das italienische „Freiwilligenkorps“ („Corpo Truppe Volontarie“) nach Spanien und 5571 Verwundete und Kranke zurück nach Neapel. Ihre letzte Fahrt endete am 21. Juni 1939 in Neapel. Danach wurde sie nicht an ihre Reederei zurückgegeben, sondern aufgelegt, um im Bedarfsfall wieder als Lazarettschiff verfügbar zu sein.
Dieser Fall trat im Mai 1940 ein. Die Aquileia wurde am 25. Mai 1940 in Neapel erneut requiriert und am 13. Juni 1940 als Hospitalschiff in Dienst gestellt. Sie hatte 670 Betten und eine Besatzung von 340 Personen, darunter 200 Ärzte und Pflegepersonal. Als Italien am 10. Juni 1940 in den Zweiten Weltkrieg eintrat, waren die Aquileia und die California die einzigen in Dienst befindlichen Lazarettschiffe Italiens.
Der erste Kriegseinsatz erfolgte bereits am 18. Juni 1940, als sie Kranke und Verwundete aus Bengasi und Tobruk evakuierte. Schon dabei erwies sich ihre alte Maschinenanlage als sehr störungsanfällig, was häufig zur Langsamfahrt zwang und lange Werftaufenthalte notwendig machte. Das Schiff fuhr im zentralen und östlichen Mittelmeer und unternahm bis zum 8. September 1943 für die Regia Marina insgesamt 84 Fahrten mit einer Gesamtstrecke von rund 63.000 Seemeilen. Bei diesen 81 Verwundetentransporten und drei Seenotrettungsunternehmen transportierte sie insgesamt 12.799 verwundete und 38.303 kranke und aus Seenot gerettete Menschen. Sie war unter allen italienischen Lazarettschiffen das mit den meisten Einsätzen.
Im Zuge dieser Einsätze kam es mehrfach zu unvorhergesehenen und teilweise auch gefährlichen Zwischenfällen.
Am Abend des 9. Dezember 1940 kollidierte die Aquileia aufgrund starken Windes beim Festmachen in Bari nach einer Rückkehr von Albanien mit dem Truppentransporter Sardinia (mit 3.000 für Vlora bestimmten Alpini an Bord) und wurde kurz darauf selbst von dem auslaufenden deutschen Frachtschiff Ruhr gerammt; dies erforderte 24 Tage Reparaturarbeiten.
Am Abend des 3. Dezember 1941 wurde die Aquileia, obwohl vorschriftsmäßig beleuchtet und erkennbar, von einem britischen Torpedobomber angegriffen, konnte dem abgeschossenen Torpedo jedoch noch knapp ausweichen. Am 15. Dezember 1941 evakuierte das Schiff in schwerem Wetter 581 Verwundete aus dem britisch belagerten Bardia. Am 23. Januar 1942 erlitt es in der Straße von Sizilien erhebliche Sturmschäden.
Am 3. September 1942 brachte das Schiff 20 deutsche Sanitäter und 6 Tonnen medizinischer Nachschubgüter für das Afrikakorps nach Marsa Matruh. Dies war insofern problematisch, als die britischen Kryptoanalytiker in Bletchley Park durch Entschlüsseln eines deutschen Funkspruchs davon Kenntnis hatten und ein derartiger Nachschubtransport mit den Haager Konventionen nicht vereinbar war. Noch am gleichen Tag wurde die Aquileia von Torpedobombern mit Torpedos und Maschinengewehrfeuer angegriffen, ohne jedoch getroffen zu werden. Im November 1942 war sie dann das letzte Schiff, das Marsa Matruh verließ, bevor der Ort von britischen Truppen eingenommen wurde.
Am Nachmittag des 26. April 1943 wurde die Aquileia bei gutem Wetter und klarer Sicht von US-amerikanischen Flugzeugen mit Bordwaffen beschossen und erlitt dabei leichte Splitterschäden. Am 29. April erfolgte ein ähnlicher Angriff von amerikanischen Maschinen, ohne wirkliche Schäden. In diesen Tagen wurden ein Pilot der Luftwaffe und einer der USAAF aus Seenot gerettet.
Am 30. April 1943 nahm die Aquileia 111 Mann des am Morgen bei Kap Bon durch alliierte Bomber schwer beschädigten deutschen Zerstörers ZG 3 Hermes an Bord, der dann nach La Goulette geschleppt, dort aber 7. Mai in der Hafeneinfahrt als Sperre versenkt wurde.
Im Mai 1943 war das Schiff an der Evakuierung von Verwundeten, Kranken und Pflegepersonal aus Tunesien beteiligt. Nach der alliierten Eroberung der Häfen von Tunis und Biserta am 7. Mai wurden die letzten Verwundeten am Strand bei Kelibia versammelt, wo die Lazarettschiffe Aquileia und Virgilio sie aufnehmen sollten. Die Aquileia nahm etwa 600 an Bord, wurde dabei aber von einem USAAF-Flugzeug im Tiefflug erfolglos mit einer Bombe angegriffen. Später am gleichen Tag wurde sie beim Ablaufen von den britischen Zerstörern Jervis, Nubian und Paladin gestoppt, untersucht und dann mit der Warnung, diese Gewässer nicht noch einmal aufzusuchen, entlassen.
Nach der Landung der Alliierten auf Sizilien war das Schiff im Juli und August 1943 an der Evakuierung Verwundeter von der Insel beteiligt. Im Juli unternahmen die Aquileia, die Virgilio und die Toscana fünf Fahrten, bei denen sie zusammen etwa 3400 verwundete und schwerkranke Italiener und Deutsche von den Stränden bei Sant’Agata di Militello und Ganzirri (nördlich von Messina), und im August machten die drei Schiffe bis zum Fall von Messina am 17. August drei weitere Fahrten mit zusammen 3000 Evakuierten. Dabei wurde die Aquileia sowohl am 6. oder 7. vor Ganzirri als auch am 16. August bei Gioia Tauro von alliierten Flugzeugen mit Bordwaffen beschossen.

### Kriegsmarine
Nach der Verkündung am 8. September 1943 des Waffenstillstands von Cassibile wurde die Aquileia am 9. September im Hafen von La Spezia von der Wehrmacht in Besitz genommen und am 6. Oktober von der Kriegsmarine wieder als Lazarettschiff mit einer gemischt deutsch-italienischen Besatzung in Dienst gestellt. Die erste Fahrt ging nach Oran zum Zweck eines Gefangenenaustauschs. Am 27. Oktober lief das Schiff mit mehreren hundert neuseeländischen Kriegsgefangenen an Bord von Marseille nach Barcelona, wiederum für einen Gefangenenaustausch. Ansonsten wurde das Schiff zum Truppentransport entlang der französischen und italienischen Küsten eingesetzt.
Bei einem Bombenangriff am 15. Dezember 1943 auf Marseille wurde auch die dort am Kai liegende Aquileia getroffen. Sie geriet in Brand und musste auf Grund gesetzt werden. Am 16. Februar 1944 begann man, das Schiff zu heben, aber es war in so schlechtem Zustand, dass es außer Dienst gestellt wurde. Am 26. Juni 1944 wurde es in der Hafeneinfahrt von Marseille als Blockschiff versenkt. Das Wrack wurde 1946 gehoben und 1947 verschrottet.